# Hornburg
Stadt Hornburg est un quartier de la municipalité de Schladen-Werla située dans l'arrondissement de Wolfenbüttel, en Basse-Saxe. La ville historique sur les rives de l'Ilse, le lieu de naissance du pape Clément II, est bien connue pour ses maisons à colombages. Aujourd'hui, c'est une station de repos reconnue d'Etat.

## Histoire

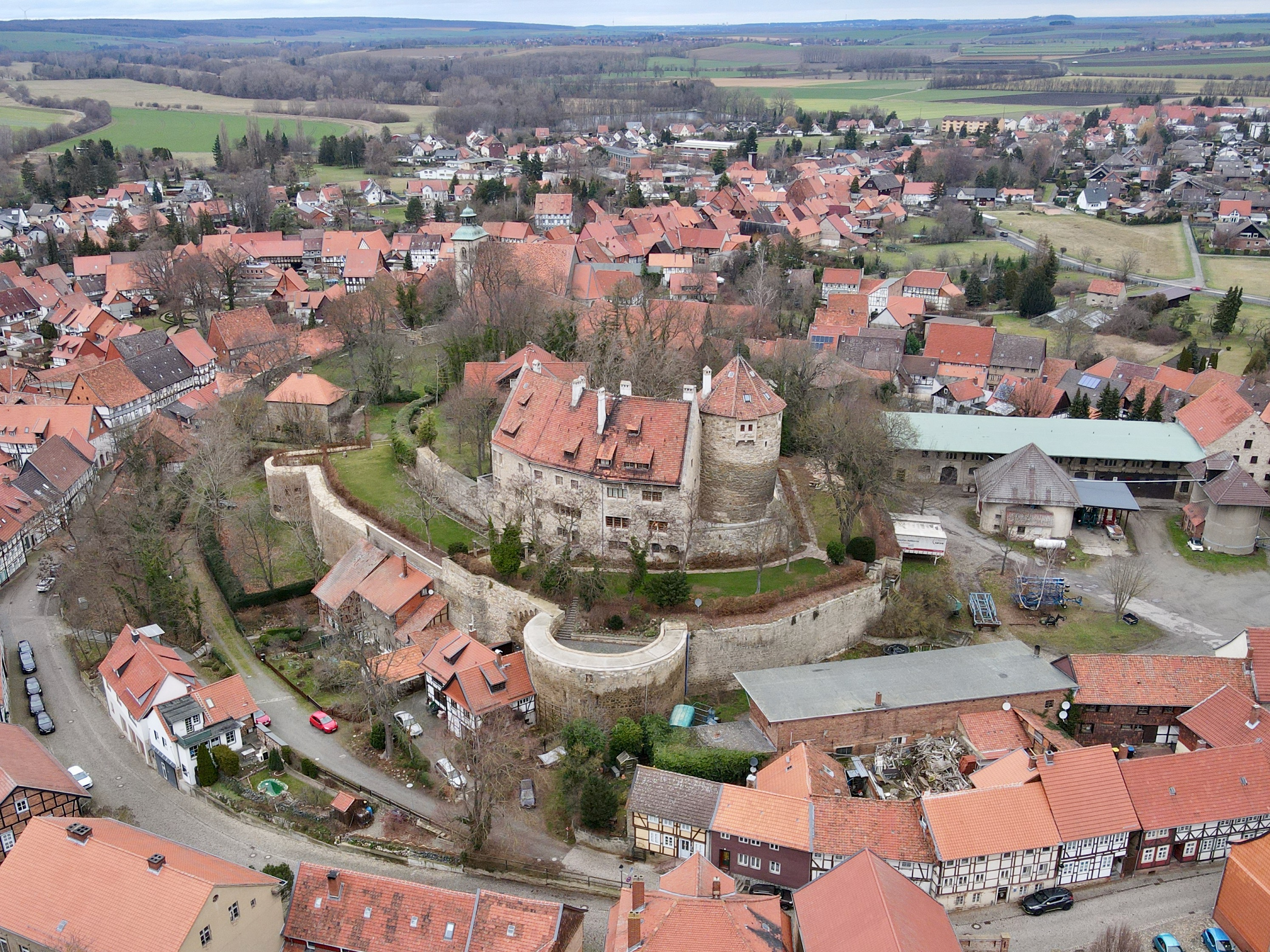
Le château de Hornburg.

Le lieu de Hornaburg fut mentionné pour la première fois dans un acte du roi Otton III en 994, délivré à l'abbaye de Quedlinbourg. Le château était une résidence des comtes d'Morsleben. Suidger de Morsleben, le futur pape Clément II, y est né vers 1005. 
Pendant des siècles, la forteresse en possession des évêques de Halberstadt gardait les routes commerciales traversant les frontières avec le duché de Brunswick-Lunebourg et l'évêché de Hildesheim au nord et à l'ouest. Elle fut dévastée par les forces de l'empereur Henri V lors de son conflit avec les nobles saxons en 1113 et une seconde fois par les troupes du duc Henri le Lion en 1179. Les ducs Henri II et Guillaume de Brunswick assaillirent la forteresse en 1430
Hornburg a été désignée une ville en 1528 ; 24 ans plus tard, le 4 juin 1552, elle reçut le droit de marché des mains de l'évêque Frédéric de Hohenzollern. À cette époque, la ville connut une floraison d'un développement économique, notamment de la culture du houblon. Pendant la guerre de Trente Ans, le château a fait l'objet des luttes serrées : en 1626, il a été conquis par les mercenaires de Jean t'Serclaes de Tilly ; il fut repris par les Suèdes en 1630 et par la cavalerie impériale de Gottfried Heinrich zu Pappenheim en 1632. Finalement, les troupes suédoises de Hans Christoff de Kœnigsmark le détruisirent en 1645.

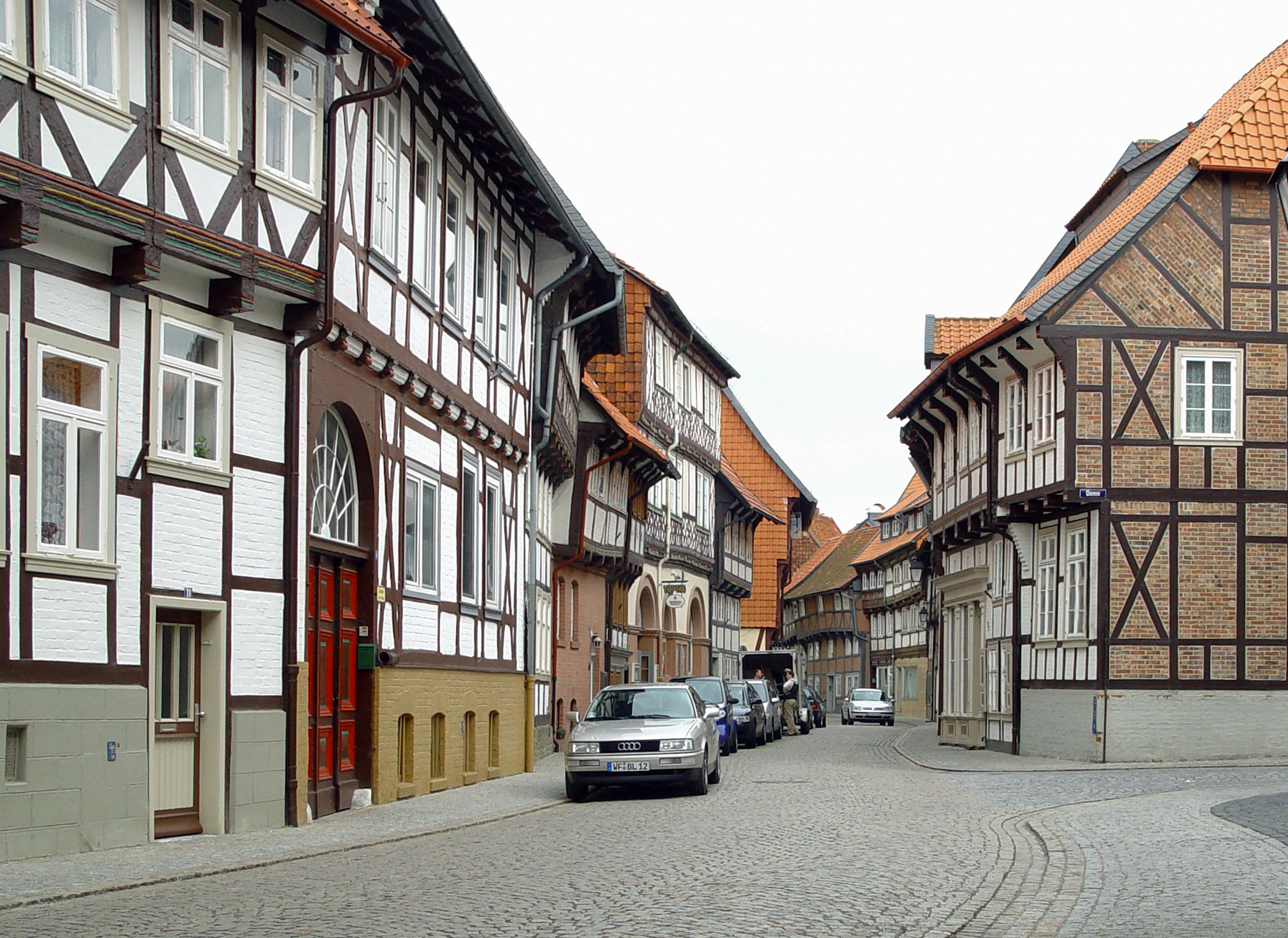
Maisons à colombage.

À la fin de la guerre en 1648, l'évêché de Halberstadt fut sécularisé en principauté au sein de l'État de Brandebourg-Prusse (royaume de Prusse à partir de 1701). À la suite des guerres napoléoniennes, la ville est rattachée au district de Magdebourg dans la province de Saxe.
Par une décision exceptionnelle prenant effet au 1er août 1941, les autorités nazies proclamèrent la nouvelle « ville-arrondissement » de Salzgitter ; dans ce contexte, la municipalité de Hornburg fut rattachée à l'arrondissement de Wolfenbüttel au sein de l'État de Brunswick. Après la fin de la Seconde Guerre mondiale, elle faisait donc partie de la zone d'occupation britannique puis de l'Allemagne de l'Ouest. Durant la guerre froide, la ville se trouvait tout près de la frontière interallemande. 
Hornburg a été rattaché à la commune de Schladen-Werla le 1er novembre 2013. 